# Kai (Mali)
Kai é uma vila e comuna rural, na circunscrição de Cadiolo, na região de Sicasso ao sul do Mali. A comuna inclui 8 vilas. Segundo censo de 1998, havia 6 956 residentes, enquanto segundo o de 2009, havia 8 827.